# Mausoleum des Lucius Aemilius Lupus

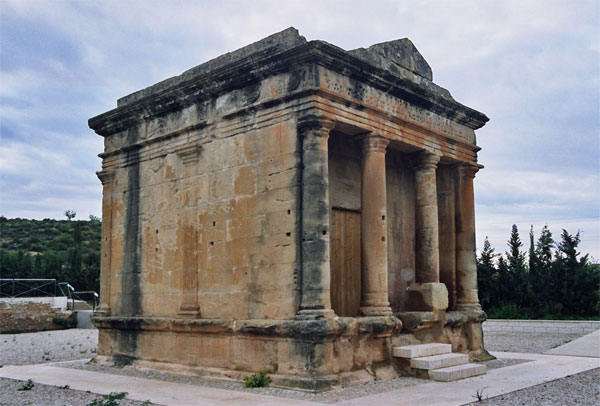
Mausoleum in Fabara

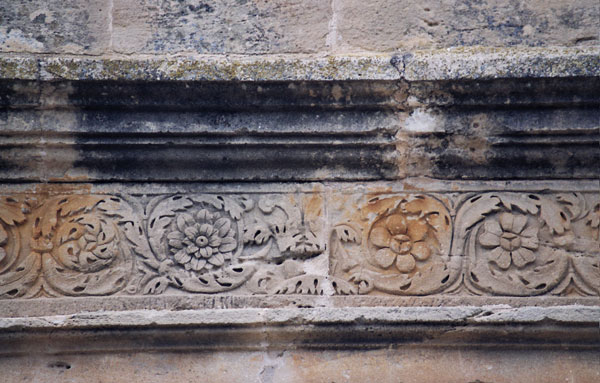
Dekoration an der Rückseite

Karte des Mausoleums

Das Mausoleum des Lucius Aemilius Lupus in Fabara, einer Gemeinde in der Provinz Saragossa der Autonomen Region Aragonien (Spanien), ist ein nicht genau datierbares römisches Mausoleum. Das Grabmonument ist seit 1931 ein geschütztes Baudenkmal (Bien de Interés Cultural).

## Lage
Das Grabmal befindet sich in der Nähe von ehemaligen römischen Landhäusern (villae rusticae) und wohl auch anderer römischer Grabdenkmäler.

## Beschreibung
Der tempelartige Grabbau besitzt einen längsrechteckigen Grundriss. Es fehlt ein Sockel, wie er sonst bei römischen Tempelbauten üblich ist. An seiner Stelle ist ein niedriges Podium vorhanden, das mit einem einfachen Profil endet. Die Front besteht aus einer Säulenstellung mit vier Säulen, einem Giebel und einer Vorhalle. Ein steinernes Satteldach schließt das Gebäude ab. Die Rückseite mit zwei Eckpilastern und einem Fries unterhalb des Dachansatzes ist einfacher gestaltet. Die sogenannte cella wird zur Rückseite hin schmaler.

## Inschriften
Auf dem Grabbau befanden sich zwei Inschriften. Die erste war auf dem Giebel eingraviert:
D(is)(?) M(anibus)(?)
L(uci) Aemili Lupi
Die zweite Inschrift befand sich auf dem Fries des Architravs und bestand aus Bronzebuchstaben, die heute verloren sind. Die Rekonstruktion der Inschrift erfolgt aufgrund der Dübellöcher für die Buchstaben:
L(uci) Aemili Lupi an(norum) XIII
L(ucius) Aem(ilius) Priscus pater et Dom(itia) Severa mat(er) f(ecerunt)
„Des Lucius Aemilius Lupus, 13 Jahre alt. Sein Vater Lucius Aemilius Priscus und seine Mutter Domitia Severa haben (das Grab) errichten lassen.“